# 24376 Ramesh
24376 Ramesh este un asteroid din centura principală de asteroizi.

## Descriere
24376 Ramesh este un asteroid din centura principală de asteroizi. A fost descoperit pe 8 ianuarie 2000 la Socorro, New Mexico, în cadrul proiectului LINEAR. Asteroidul prezintă o orbită caracterizată de o semiaxă mare de 2,31 ua, o excentricitate de 0,18 și o înclinație de 6,3° în raport cu ecliptica.